# استروتاس

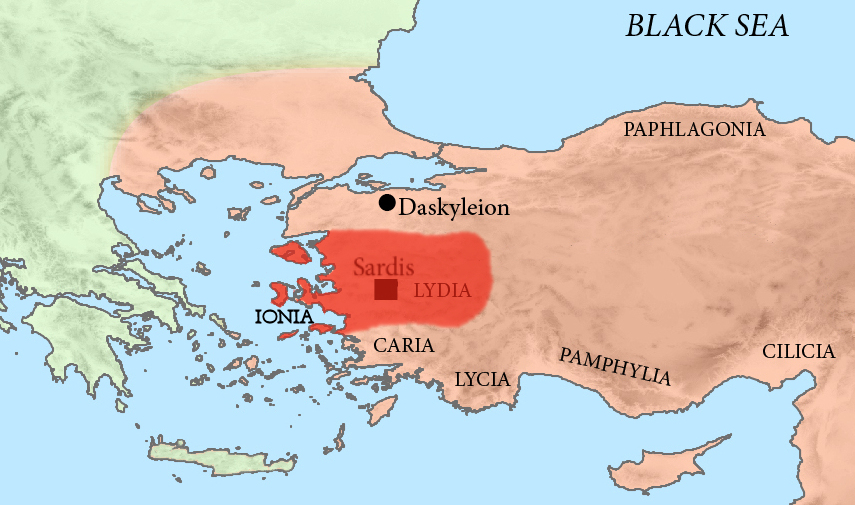
استروتاس ساتراپ لیدیه بود که سرزمین ایونیا را نیز شامل می شد.

استروتاس یک ساتراپ هخامنشی بود که برای مدت زمان کوتاهی در جنگ قرنتیان نقش داشت . در سال ۳۹۲ پ.م ، او توسط اردشیر دوم اعزام شد تا فرماندهی ساتراپی سارد را به عهده بگیرد و جایگزین تیروز شود تا یک سیاست ضد اسپارت را دنبال کند. بر این اساس، استروتاس به سرزمینی که تحت کنترل اسپارتها و متحدانشان بود حمله کرد و باعث شد اسپارتها به فرمانده خود تیبرون در منطقه دستور دهند، فعالیت تهاجمی را علیه استروتاس آغاز کند. برای مدتی حملات تیبرون موفقیت آمیز بود، اما سرانجام استروتاس موفق شد در یکی از لشکرکشی های خود کمین کند و پیش از آنکه سواره نظامش نابود بشود، در جنگ تن به تن تیبرون را کشته و بقیه نیروهای ارتش اسپارت را منهدم کند سایر افراد بازمانده ارتش اسپارت به شهرهای اطراف فرار کردند.
پس از کشته شدن تیبرون دیفیداس جایگزین او شد ، او ارتش خود را از بقایای ارتش تیبرون بازسازی کرد و با موفقیت به قلمرو استروتاس حمله کرد، حتی داماد او را نیز به اسیر کرد، اما موفقیت چشمگیری کسب نکرد. اگرچه دلیل اصلی برکناری استروتاس از سمتش مشخص نیست، اما در اوایل دهه ۳۸۰ پ.م وی با تیروز جایگزین شد و دیگر هیچ سابقه ای در پرونده تاریخی ندارد.